# Harry Brüll
Harry Brüll (Sittard, 12 april 1935 – aldaar, 9 januari 2021) was een Nederlands voetballer.

## Loopbaan
Brüll debuteerde als semiprof in de Nederlandse Eredivisie voor het Kerkraadse Rapid JC.
Hij is afkomstig van Sittardia waar hij op 25 januari 1953 zijn competitiedebuut maakte. Sittardia beschikte toen over een talentvolle lichting van wie ook Jan Notermans en Gerard Gruisen het Nederlands voetbalelftal haalden.
In 1961, een jaar voor de degradatie van Rapid JC, maakte hij de overstap naar het Maastrichtse MVV en later werd hij ingelijfd door de derde Zuid-Limburgse club, Fortuna '54 uit Geleen. Met Fortuna zou hij in het seizoen 1963-1964 de KNVB beker veroveren. Als eredivisiespeler scoorde hij vijf maal.
Op 13 juni 1959 debuteerde hij als speler van Rapid JC als rechtsback onder Elek Schwartz, de toenmalige bondscoach van Oranje, in het Nederlands voetbalelftal in een vriendschappelijke met 3-2 verloren wedstrijd in en tegen Bulgarije (Brüll maakte in deze wedstrijd een eigen doelpunt). Op 21 oktober 1959 speelde hij, na een invalbeurt, zijn tweede interland in een vriendschappelijke wedstrijd tegen West-Duitsland (7-0 verlies). Het zou bij deze twee  optredens blijven.
Voor zijn interlanddebuut kwam de Sittardse verdediger vijf keer uit voor het Nederlands B-elftal. Ook speelde hij een interland voor het Nederlands jeugdelftal (18-20 jaar) in 1954 en voor Jong Oranje in 1957.
Na zijn voetbalcarrière fungeerde Brüll als trainer van diverse amateurvoetbalclubs waaronder RKSV Lindenheuvel.

## Clubstatistieken
| Seizoen | Club        | Land      | Competitie                   | Duels | Goals |
| ------- | ----------- | --------- | ---------------------------- | ----- | ----- |
| 1952/53 | Sittardia   | Nederland | Eerste klasse C              | -     | 1     |
| 1953/54 | Sittardia   | Nederland | Eerste klasse C              | -     | -     |
| 1954/55 | Sittardia   | Nederland | Eerste klasse C (afgebroken) | -     | -     |
| 1954/55 | Sittardia   | Nederland | Eerste klasse B              | -     | -     |
| 1955/56 | Sittardia   | Nederland | Hoofdklasse B                | -     | 1     |
| 1956/57 | Sittardia   | Nederland | Eerste divisie B             | -     | 1     |
| 1957/58 | Rapid JC    | Nederland | Eredivisie                   | 34    | -     |
| 1958/59 | Rapid JC    | Nederland | Eredivisie                   | 34    | -     |
| 1959/60 | Rapid JC    | Nederland | Eredivisie                   | 33    | -     |
| 1960/61 | Rapid JC    | Nederland | Eredivisie                   | 34    | 1     |
| 1961/62 | MVV         | Nederland | Eredivisie                   | 34    | 3     |
| 1962/63 | MVV         | Nederland | Eredivisie                   | 33    | -     |
| 1963/64 | Fortuna '54 | Nederland | Eredivisie                   | 32    | -     |
| 1964/65 | Fortuna '54 | Nederland | Eredivisie                   | 33    | -     |
| 1965/66 | Fortuna '54 | Nederland | Eredivisie                   | 34    | 1     |
| 1966/67 | Sittardia   | Nederland | Eredivisie                   | 32    | -     |
| 1967/68 | Sittardia   | Nederland | Eredivisie                   | 31    | -     |
| 1968/69 | Fortuna SC  | Nederland | Eredivisie                   | 1     | -     |
| Totaal  | Totaal      | Totaal    | Totaal                       | 365   | 8     |